# 10728 Vladimirfock
10728 Vladimirfock è un asteroide della fascia principale. Scoperto nel 1987, presenta un'orbita caratterizzata da un semiasse maggiore pari a 2,1307311 UA e da un'eccentricità di 0,1842787, inclinata di 3,00730° rispetto all'eclittica.
L'asteroide era stato inizialmente battezzato 10728 Vladimirfok per poi essere corretto nella denominazione attuale.
L'asteroide è dedicato al fisico sovietico Vladimir Aleksandrovič Fok.